# 王立プロイセン軍事鉄道
王立プロイセン軍事鉄道（おうりつプロイセンぐんじてつどう、ドイツ語: Königlich Preußische Militär-Eisenbahn)、または王立軍事鉄道（ドイツ語: Königliche Militär-Eisenbahn, KME）は、プロイセン王国のシェーネベルク（現在はベルリンの一部）とクマースドルフ（現在はアム・メレンゼーに属する自治体）の間で陸軍によって運行されたプロイセン邦有鉄道路線で、後にユーターボークまで延伸された。

## 歴史
普仏戦争後、戦略における鉄道の重要性が著しく増えたことから、鉄道連隊（en:Railway troops#Prussia）が演習可能な路線を建設することが決定された。1873年1月9日、ベルリン・ドレスデン鉄道（ドイツ語: Berlin-Dresdener Eisenbahn-Gesellschaft）は、鉄道大隊が軍事目的で独占使用するための路線を、自社線の西側に建設する契約をプロイセン国防省と結んだ。1874年2月26日にシェーネベルク軍用駅（ドイツ語: Militärbahnhof (Schöneberg)）とクマースドルフの大砲射撃場（Artillerie-Schießplatz）を結ぶ45.6 kmの建設が承認され、1875年10月15日に開通した。ツォッセン駅までの30 kmはベルリン・ドレスデン線と並行し、そこから南西に離れていくルートだった。1897年5月1日に、ユーターボークまでの25 kmが新たに延伸された。この鉄道の予算は王立軍事鉄道管理局（ドイツ語: Königlichen Direction der Militäreisenbahn）が管理していた。
同じ1897年には、狭軌の運行試験を可能にするため、レーハーゲン・クラウスドルフとクラウスドルフの間の線路を三線軌条にするレールが追加された。この試験は1900年に停止され、三本目のレールは撤去された。

### 一般の利用
近隣地域の要望がベルリン・ドレスデン鉄道を後押しした結果、一般の利用はまず貨物についてベルリンとツォッセンの間で、その後旅客についてはツォッセンとクマースドルフ大砲射撃場の間で、軍事鉄道から認められた。旅客輸送は1888年11月1日からはベルリンとツォッセンの間でも認められた。1891年10月1日からはベルリンとツォッセンの間に特定郊外運賃が導入された。

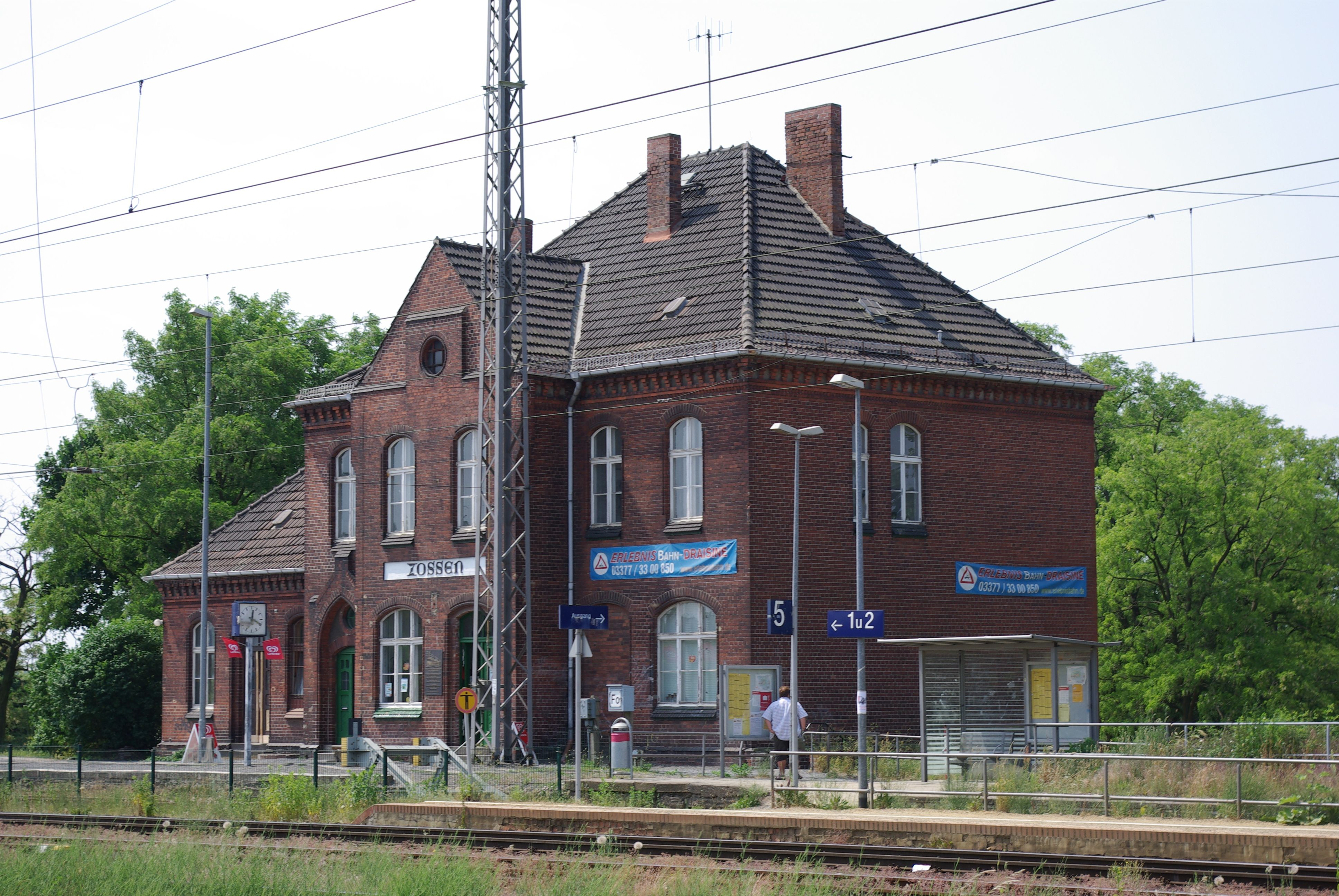
ツォッセン駅

第一次世界大戦後、ヴェルサイユ条約によってドイツ帝国は軍事鉄道を保持運用することが禁じられた。施設の使用は1919年にプロイセン鉄道に移管され、後にドイツ国営鉄道共同体（Deutsche Reichsbahn-Gesellschaft）の一部となり、1937年からは後継事業者のドイツ国営鉄道となった。ベルリン軍用駅からツォッセンまでの区間は、並行するベルリン・ドレスデン線が代替として利用可能だったため、1919年に撤去された。
残るツォッセンからユーターボークまでの区間は1990年代まで旅客輸送が続けられた。シュペレンベルクとユーターボークの間は1996年6月2日に廃止された。残った最後の区間であるツォッセンとシュペレンベルクの間は1998年4月18日に廃止となった。貨物輸送は1996年6月2日に廃止されており、ツォッセンとユーターボークの区間はすべて廃止された。

### 高速度試験

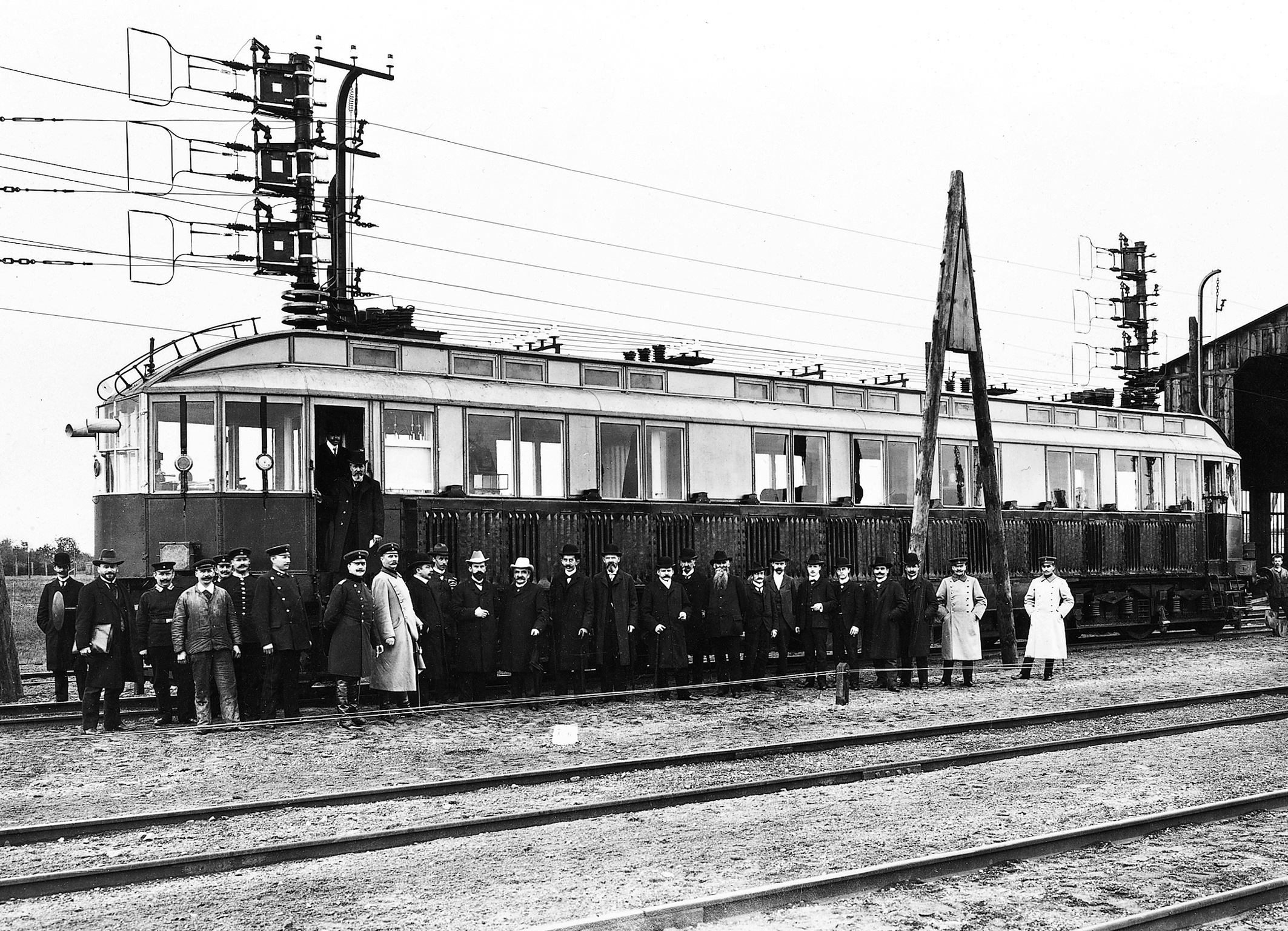
シーメンス製の試験用電車

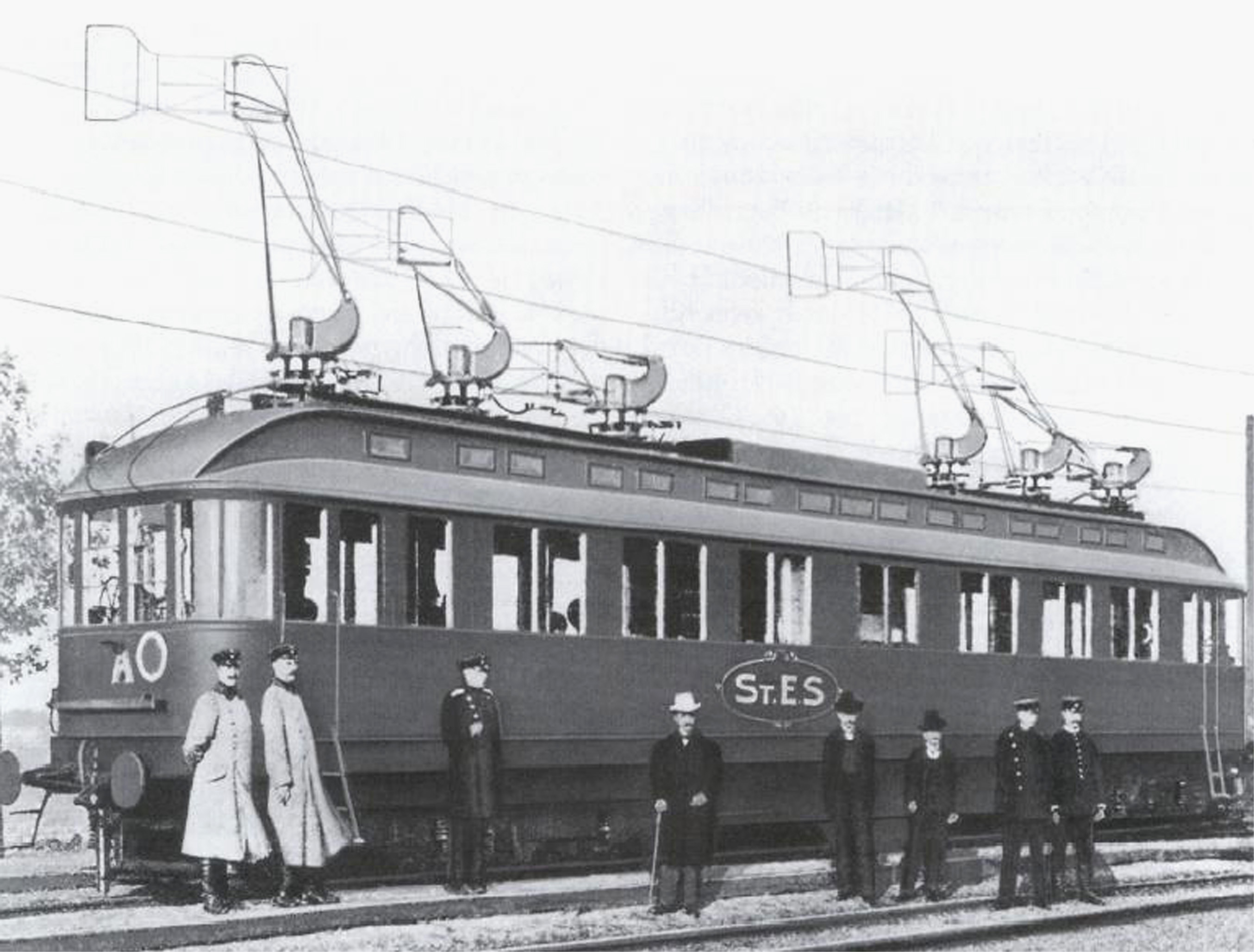
AEG製の試験用電車

1901年に、マリーエンフェルデとツォッセンの間で電気車両と高速蒸気機関車の試験が開始された。1899年10月10日に設立された高速電気鉄道研究協会（ドイツ語：Studiengesellschaft für elektrische Schnellbahnen）にはAEGとジーメンス・ウント・ハルスケが参加し、線路際の高さ5 - 7メートルの電柱に設置した架線を3本使用する10 kV/50 Hzの三相交流方式で、33 kmの区間を電化した。160 km/h突破はこの区間で1901年に初めて達成された。施設と車両の改良を経て、1903年10月7日には初めて200 km/h突破に成功。AEGの試験車は、1903年10月27日に210.2 km/hの世界新記録を樹立した。
プロイセン邦有鉄道S9形蒸気機関車アルトナ561号機とアルトナ562号機（de:Preußische S 9 Altona 561 und Altona 562）による高速度試験は1904年にも実施された。

### 廃止後の再利用
この鉄道施設は2002年から遺産リストに登録されている。KMEの歴史がシュペレンベルク駅のエントランスホールに設置された。ドイツ鉄道は路線を2003年に、メレンゼー・ザーロー駅に本拠を置くエアレープニス鉄道(Erlebnisbahn GmbH & Co. KG, 「体験鉄道」)に売却した。エアレープニス鉄道は、ツォッセンとイェニッケンドルフの区間で軌道自転車を観光客向けに運営している。エアレープニス鉄道は2007年8月27日から鉄道施設会社の運営を認められた。この路線の列車運行は停止したままである。